# Mit navn er Nobody
Mit navn er Nobody (italiensk: ''Il mio nome è Nessuno''), også kendt som Lonesome Gun og My Name is Nobody er en italienske Spaghettiwestern komedie film fra 1973. Filmen blev instrueret af Tonino Valerii.

## Medvirkende
- Terence Hill som Nobody
- Henry Fonda som Jack Beauregard
- Jean Martin som Sullivan
- R.G. Armstrong som Honest John
- Karl Braun som Jim
- Leo Gordon som Red
- Geoffrey Lewis som Leder af den vilde bande
- Steve Kanaly som Falsk barber
- Neil Summers som Squirrel
- Piero Lulli som Sherif

## Ekstern henvisning
- Mit navn er Nobody på Internet Movie Database (engelsk)
- Mit navn er Nobody på Filmdatabasen
- Mit navn er Nobody på Scope
- Mit navn er Nobody i Svensk Filmdatabas (svensk)
- Mit navn er Nobody på AlloCiné (fransk)
- Mit navn er Nobody på MovieMeter (nederlandsk)
- Mit navn er Nobody på AllMovie (engelsk)
- Mit navn er Nobody hos British Film Institute (engelsk)
- Mit navn er Nobody på Turner Classic Movies (engelsk)
- Mit navn er Nobody på The Movie Database (engelsk)

1. ↑  Navnet er anført på svensk og stammer fra Wikidata hvor navnet endnu ikke findes på dansk.